# توشيكازو إيري
توشيكازو إيري (باليابانية: 入江 利和) (11 نوفمبر 1984 في أوتسونوميا في اليابان – )؛ هو لاعب كرة قدم ياباني سابق كان يلعب كمدافع.

## وصلات خارجية
- توشيكازو إيري على موقع رابطة كرة القدم اليابانية للمحترفين (اليابانية)
- توشيكازو إيري على موقع قاعدة بيانات كرة القدم.إي يو (الإنجليزية)
- توشيكازو إيري على موقع Soccerway.com (الإنجليزية)
- توشيكازو إيري على موقع عالم كرة القدم.نت (الإنجليزية)